# Günther Clauss

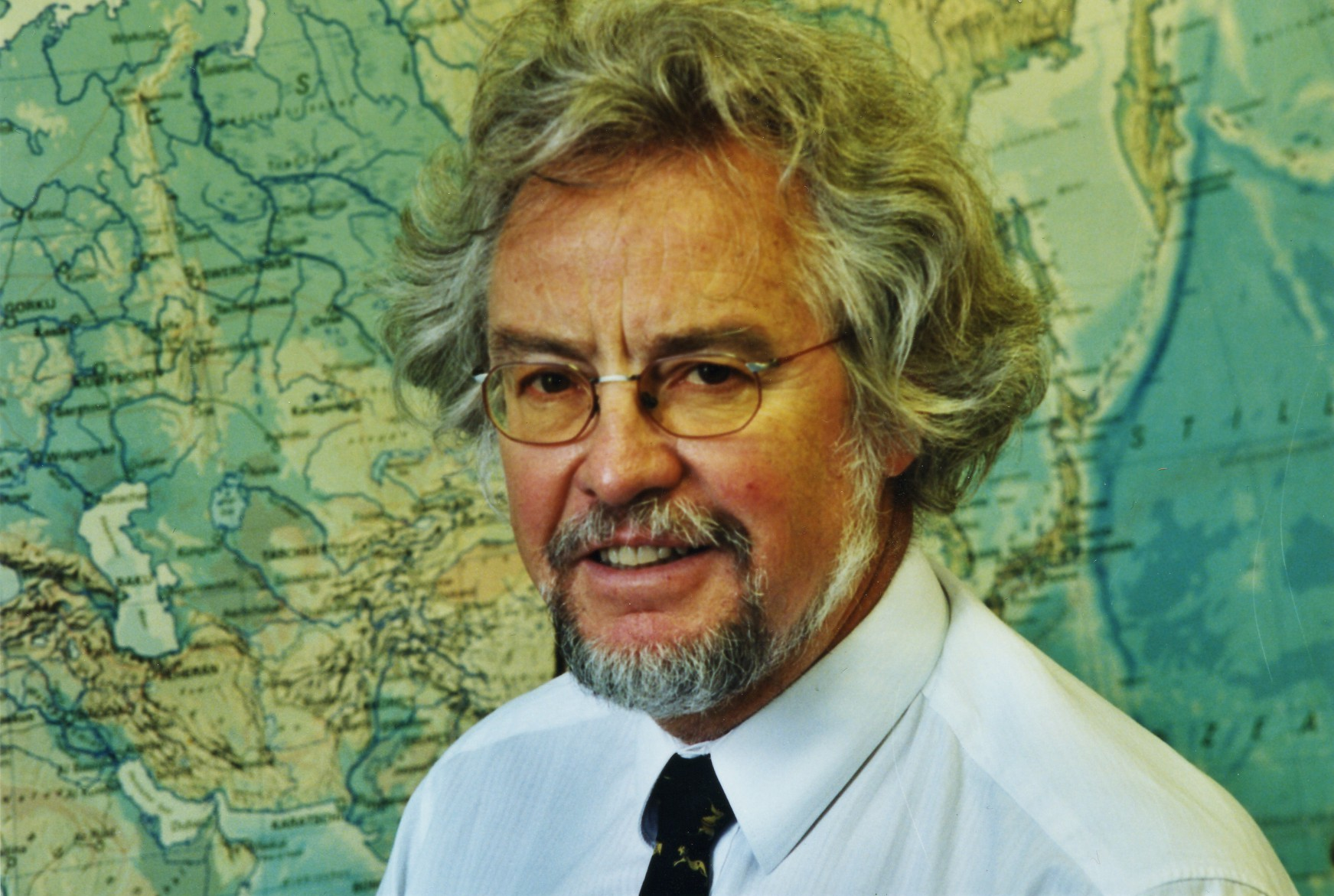
Günther Clauss, 2006

Günther F. Clauss (* 31. Dezember 1939 in München) ist ein deutscher Physiker und Professor für Schiffs- und Meerestechnik.

## Leben
Clauss studierte Physik an den Technischen Universitäten München und Berlin. Im Jahre 1968 promovierte er am Institut für Luft- und Raumfahrttechnik der TU Berlin zum Dr.-Ing.
Auf Anregung von Alfred Keil, Professor und Dekan der ingenieurwissenschaftlichen Fakultät des MIT, verlagerte er den Fokus seiner wissenschaftlichen Tätigkeit vom outer space zum inner space – vom Weltraum in den Ozean – und begründete mit seinem Mentor Claus Kruppa das neue Fachgebiet Meerestechnik an der TU Berlin. Nach seiner Habilitation im Jahre 1971 und Beginn seiner Lehrtätigkeit und diversen Forschungsaufenthalten am MIT (Department of Ocean Engineering), dem Institut für Schiffs- und Meerestechnik der University of California, Berkeley sowie dem Indian Institute of Technology, Madras wurde er 1973 auf den ersten deutschen Lehrstuhl für Meerestechnik an die TU Berlin berufen.
Über zehn Jahre leitete er das Institut für Schiffs- und Meerestechnik, wurde für drei Amtszeiten zum Dekan der Fakultät für Verkehrs- und Maschinensysteme gewählt und war insgesamt zwölf Jahre Mitglied des Akademischen Senats.

## Forschung und Lehre
Die Forschungsaktivitäten von Günther Clauss – mit Schwerpunkt auf Entwurf und Hydromechanik von meerestechnischen Konstruktionen – umfasst Projekte der Schiffsstabilität und Kentersicherheit, Entwurf und Optimierung von Offshore-Plattformen, Pipelineverlegung, Schwimmkräne und Ölunfallbekämpfungssysteme. Im Bereich Tiefseetechnik entwickelte er ozeanische Rohstoffgewinnungssysteme sowie – mit seinem Kollegen Hans Gerber – das Tiefsee-Shuttle MODUS. Ein Schwerpunkt seiner Forschung ist die deterministische Analyse von Schiffen und meerestechnischen Strukturen in extrem hohen Monsterwellen. Numerisch wie experimentell lassen sich so Verkettungen von Ursache und Wirkung untersuchen, wobei maßgeschneiderte Extremwellensequenzen, eingebettet in natürlichem unregelmäßigem Seegang, der präzisen Ermittlung von nicht-linearen Welle-Struktur-Interaktionen dienen.
Gemeinsam mit Kollegen, Assistenten und Industriepartnern verfasste er mehr als 200 Publikationen sowie die Bücher Meerestechnische Konstruktionen (wurde auch ins Koreanische übersetzt) und Offshore Structures.
In der Lehre etablierte Günther Clauss – gemeinsam mit Kollegen der Universitäten Rostock, Hamburg und Duisburg-Essen das mar-ing-Netzwerk. Hier wurden neue multi-media-Vorlesungen erarbeitet: Unabhängig von Ort und Zeit können Lehrveranstaltungen im Rahmen des Masterstudienganges Schiffs- und Meerestechnik abgerufen werden (E-Learning).
Mehr als 30 Dissertationen entstanden unter seiner Leitung, oft im Rahmen von Forschungsprojekten – gefördert von der Europäischen Union, von Bundesministerien (BMBF, BMWi, BMU), der Deutschen Forschungsgemeinschaft (DFG) und der Arbeitsgemeinschaft industrieller Forschungsvereinigungen (AIF). Günther Clauss – Mitglied bei RINA (F) und Society of Naval Architects and Marine Engineers (SNAME)(M) – engagierte sich als chairman und committee member bei der International Towing Tank Conference (ITTC) und der International Ship Security Conference, wirkte viele Jahre im Vorstandsrat der Schiffsbautechnischen Gesellschaft und leitete dort den Fachausschuss Meerestechnik. Er ist Mitglied des Technischen Beirats des Germanischen Lloyd und leitet dessen Arbeitskreis Meerestechnik.
Im Bereich Rückbau von Offshore-Plattformen wurde er in internationale Kontrollgremien berufen – so in den wissenschaftlichen Beirat zum Rückbau des Ekofisk-Feldes (ConocoPhillips) sowie des Brent-Feldes (Shell).
Am 27. Juni 2008 fand zu seiner Emeritierung ein Festkolloquium statt.

## Auszeichnungen
- 2005 – Preis für Maritime Technologie der Technologie-Region K.E.R.N. e.V. für sein Lebenswerk im Bereich der Meerestechnik[7]
- 2006 – SOBENA International Reward der Sociedad Brasileira de Engenharia Naval[8] (für herausragende wissenschaftliche Beiträge auf dem Gebiet der Schiffs- und Meerestechnik).
- 2006/2007 wurde er durch die Nominierung zum Georg-Weinblum-Memorial Lecturer für herausragende Leistungen im Bereich Hydrodynamik geehrt.[9]

## Veröffentlichungen
- mit Eike Lehmann und Carsten Östergaard: Meerestechnische Konstruktionen. Springer-Verlag, Berlin Heidelberg New York Paris Tokyo 1988, ISBN 3-540-18964-5.
- mit E. Lehmann und C. Östergaard: Offshore Structures. Band 1: Conceptual Design. Springer-Verlag, Berlin Heidelberg New York Paris Tokyo 1992, ISBN 3-540-19709-5.
- mit E. Lehmann und C. Östergaard: Offshore Structures. Band 2: Strength and Safety for Structural Design. Springer-Verlag, Berlin Heidelberg New York Paris Tokyo 1994, ISBN 3-540-19770-2.
- The Taming of the Shrew: Tailoring Freak Wave Sequences for Seakeeping Tests. In: Journal of Ship Research. Band 52, Nr. 3, 2008
- Tsunamis, Monsterwellen und andere Seeungeheuer. In: Festvortrag zur 100. Hauptversammlung der Schiffbautechnischen Gesellschaft e.V. November 17, 2005, Berlin, Germany
- mit R. Bronsart: mar-ing – The Network of German Universities for a joint NAOE Master Program. In: 25th OMAE - International Conference on Offshore Mechanics and Arctic Engineering June 4-9, 2006, Hamburg, Germany
- The Conquest of the Inner Space - Challenges and Innovations in Offshore Technology. In: Marine Systems & Ocean Technology, Journal of SOBENA. Band 3, Nr. 1, June 2007, Rio de Janeiro, Brasil
- mit Eike Lehmann und Carsten Östergaard: Offshore Structures. Volume I: Conceptual Design and Hydromechanics. Springer, London 1992, ISBN 978-1-4471-3195-3, doi:10.1007/978-1-4471-3193-9 (englisch, springer.com [PDF]).